# دهستان بکرآباد
دهستان بکرآباد یکی از دهستان‌های استان آذربایجان شرقی است که در بخش مرکزی شهرستان ورزقان واقع شده‌است.